# Dr. Leonardo
Leonardo Ribeiro Albuquerque (Rio Verde, 14 de junho de 1978) é um médico e político brasileiro filiado ao Republicanos. Médico por formação, atuou no sistema público de saúde em Mato Grosso.

## Política
Em 2014 foi eleito para o cargo de deputado estadual na Assembleia Legislativa de Mato Grosso.
Em 2018 foi eleito deputado federal por Mato Grosso. Suas principais bandeiras: saúde pública, combate à corrupção e defesa das mulheres. Na Câmara Federal, é presidente da Frente Parlamentar em Defesa dos Agentes Comunitários de Saúde (ASC) e Agentes de Combate às Endemias (ACE). 
Como deputado estadual, presidiu a CPI das OSS que apontou irregularidades na ordem de R$ 200 milhões. As investigações resultaram em relatórios usados como início de investigações do Ministério Público, Delegacia Fazendária e Tribunal de Contas contra pessoas e empresas acusadas de irregularidades no sistema de saúde público de Mato Grosso.